# Krassó-Szörény
Het comitaat Krassó-Szörény (Hongaars: Krassó-Szörény vármegye) is een historisch comitaat in het vroegere koninkrijk Hongarije. Het gebied van het comitaat ligt in het Banaat.

## Ligging

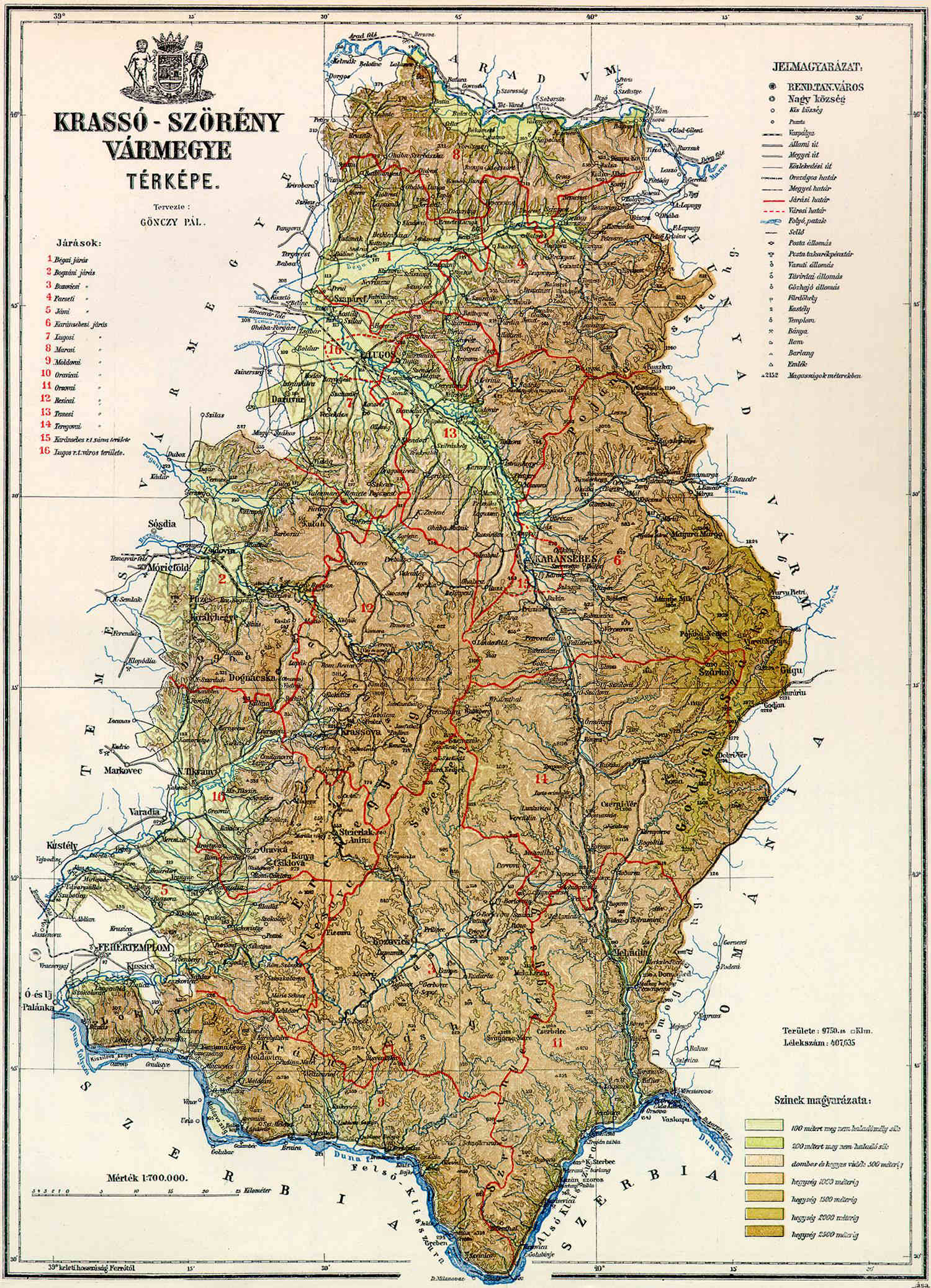
Kaart van het comitaat Krassó-Szörény in 1890

Het comitaat besloeg een oppervlakte van 11.032 km² en grensde aan Servië en aan de Hongaarse comitaten Temes, Arad en Hunyad. De Donau vormde de zuidgrens van het comitaat, de Maros de noordgrens. Bovendien stroomt ook de Temes door het gebied. Het land is zo goed als overal bergachtig of heuvelachtig.

## Geschiedenis
Krassó-Szörény ontstond in 1881 door de fusie van de comitaten Krassó en Szörény, met als respectievelijke hoofdplaatsen Krassóvár en Szörényvár. Na afloop van de Eerste Wereldoorlog werd het gebied van het comitaat door het Verdrag van Trianon verdeeld tussen het Koninkrijk der Serven, Kroaten en Slovenen, dat het zuidelijke deel toegewezen kreeg, en Roemenië, dat het noordelijke deel kreeg.

## Districten
| Stoeldistricten (járások) | Stoeldistricten (járások)             |
| Stoeldistrict             | Hoofdplaats                           |
| ------------------------- | ------------------------------------- |
| Béga                      | Bálinc, tegenwoordig Balinț           |
| Boksanbánya               | Boksanbánya, tegenwoordig Bocșa       |
| Bozovics                  | Bozovics, tegenwoordig Bozovici       |
| Facsád                    | Facsád, tegenwoordig Făget            |
| Jám                       | Kisjenő, tegenwoordig Iam in Berliște |
| Karánsebes                | Karánsebes, tegenwoordig Caransebeș   |
| Lugos                     | Lugos, tegenwoordig Lugoj             |
| Maros                     | Marosberkes, tegenwoordig Birchiș     |
| Oravicabánya              | Oravicabánya, tegenwoordig Oravița    |
| Resicabánya               | Resicabánya, tegenwoordig Reșița      |
| Temes                     | Szákul, tegenwoordig Sacu             |
| Teregova                  | Teregova                              |
| Újmoldova                 | Újmoldova, tegenwoordig Moldova Nouă  |

| Stadsdistricten (rendezett tanácsú városok) | Stadsdistricten (rendezett tanácsú városok) |
| ------------------------------------------- | ------------------------------------------- |
| Karánsebes, tegenwoordig Caransebeș         |                                             |
| Lugos, tegenwoordig Lugoj                   |                                             |